# Direct Routing
Direktes Routing erlaubt die Kopplung des öffentlichen Telefonsystems (PSTN) über einen Session Border Controller (SBC) mit dem Microsoft-Telefonsystem. Dies erlaubt die Anbindung eines beliebigen SIP-Trunk oder einer kundeneigenen Telefonanlage inkl. analoger Endgeräte.

## Arten von direkten Routing

### Direct Routing vor Ort
Bei einer direkten Weiterleitung kann ein kundeneigener SBC mit fast jedem Telefonstamm oder mit einem PSTN-Gerät eines Drittanbietern verbunden werden. Der SBC routet entsprechend der Konfiguration die eingehenden Anrufe zum Microsoft-Telefonsystem.
Direktes Routing ermöglicht:
- Verwenden eines nicht Microsoft Zertifizierten PSTN-Trunk mit dem Microsoft-Telefonsystem.
- Interoperabilität zwischen kundeneigenen Telefonanlagen, wie etwa einer PBX-Anlage (Private Branch Exchange), analogen Geräten und dem Microsoft-Telefonsystem.

Folgende Hersteller bieten Session Boarder Controller mit Unterstützung für das Direct Routing an:
- Audiocodes Limited
- Ribbon Communications
- Thinktel
- Oracle
- TE-Systems
- Metaswitch

### Direct Routing über einen Provider
Bei der Nutzung eines Direct Routing Providers entfällt der Betrieb und die Wartung eines kundeneigenen Session Boarder Controllers. Der Provider verbindet die Rufnummer des Kunden durch Portierung oder neue Registrierung mit Hilfe seiner Telefonieinfrastruktur mit dem Microsoft 365-Tenant des Kunden inkl. dem Microsoft-Telefonsystem und vermittelt danach eingehende sowie abgehende Anrufe zwischen Microsoft Teams und dem öffentlichen Telefonnetz.
Aktuell gibt es nur eine beschränkte Anzahl an Direct Routing Providern.
- NetTask Microsoft Teams deHOSTED Direct Routing
- byon Microsoft SIP for Teams
- equada VOIP-Trunk für Teams
- Microsoft Teams-Telefonie von sipcall mit hosted SBC

### Direct Routing über Managed Service Provider (Hosted SBC)
Fachkundige Systemhäuser und Managed Service Provider mit Erfahrung im Telefonie-Umfeld bieten teilweise das Management eines Session Boarder Controllers inkl. dessen Hosting in der Cloud als Service an oder stellen einen Session Boarder Controller als Gateway beim Kunden zur Verfügung.
Folgende Anbieter bieten Hosted SBC bzw. einen SBC als Gateway vor Ort.
- Deutsche Telekom
- Twincap First
- Inopla telekommunikationslösungen